# Maser

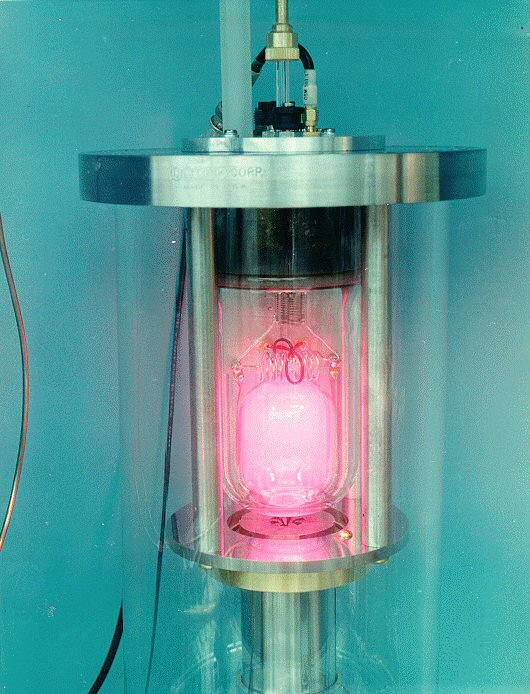
Část vodíkového maseru

Maser (akronym z anglického „Microwave Amplification by Stimulated Emission of Radiation“, tj. zesilování mikrovln pomocí stimulované emise záření) je zařízení zesilující a generující (mikrovlnné) koherentní elektromagnetické záření na základě stimulované emise, tedy na stejném principu jako laser. Maser je často označován za předchůdce laseru. Uplatnění nachází mimo jiné jako bezšumový zesilovač signálu v radioteleskopech či druh atomových hodin.

## Princip
Princip je v zásadě totožný s principem funkce laseru. Příchozí záření (v případě maseru v oblasti frekvencí 105 - 1011 Hz) stimuluje excitovanou kvantovou soustavu k přechodu do nižšího energetického (případně základního) stavu za současné emise záření stejných vlastností jako má záření příchozí. Výše zmíněným frekvencím odpovídají přechody mezi energetickými hladinami jemné struktury atomů. Po umístění takovéto soustavy do vhodného rezonátoru, jehož rezonanční frekvence odpovídá frekvenci emitovaného záření při kvantových přechodech, dochází k zesílení záření. Je-li v rezonátoru dostatečné množství atomů v excitovaném stavu, může soustava pracovat nejen jako zesilovač daného záření, nýbrž také jako mikrovlnný oscilátor (za kterýmžto účelem byl první maser sestrojen).

## Druhy maserů
Druhy maserů se dělí podle skupenství a látky samotné, jejíž atomy či molekuly tvoří aktivní prostředí, v němž dochází ke stimulované emisi. Běžnými typy maserů jsou:
- Masery s proudem atomů
  - Čpavkový maser
  - Vodíkový maser

- Plynné masery
  - Rubidiový maser

- Pevnolátkové masery
  - Rubínový maser

## Vodíkový maser

Obr.1 Schéma vodíkového maseru.

Dnes asi nejvýznamnějším maserem je maser vodíkový, který se používá coby atomové hodiny dosahující odchylky 1ns za den. Své uplatnění nalézají krom mnoha jiných systémů například v družicích GIOVE-B evropského navigačního systému Galileo či družici Gravity Probe B, která má experimentálně ověřit Einsteinovu obecnou teorii relativity.
Vodíkové masery produkují záření o frekvenci 1,42 GHz, což je frekvence, na které „vysílá“ také atomární vodík přítomný v celém vesmíru. Tato frekvence odpovídá rozdílu energetických hladin asi 10−5eV, jedná se tedy o velmi malý rozdíl energií mezi hladinami jemné struktury atomu vodíku. Je to de facto rozdíl energií elektronu s daným spinem a se spinem opačným. V radioastronomii je přechod mezi těmito stavy u vodíku znám jako 21cm čára, neboť generované záření má vlnovou délku 21 cm.
Funkce vodíkového maseru je následující (viz Obr.1): nejprve jsou v první komoře, kde je udržován stálý tlak, rozštěpeny molekuly plynného vodíku na jednotlivé atomy. Tyto atomy poté unikají z komory štěrbinou ven a tvoří svazek vodíkových atomů, které následně prolétávají nehomogenním magnetickým polem, což má za důsledek selekci atomů podle jejich energetického stavu (potřebujeme atomy s vyšší energií, aby vytvořily aktivní prostředí nezbytné pro stimulovanou emisi). Podobně jako ve Sternově–Gerlachově experimentu se atomy s nižší energií rozptýlí v nehomogenním magnetickém poli jiným směrem, než atomy s vyšší energií. Atomy s vyšší energií směřují do komory uvnitř rezonátoru. Komora je obvykle vyrobena z křemene a vnitřek je pokryt teflonem, který zpomaluje slučování jednotlivých atomů vodíku v molekuly. Vnější rezonátor je zpravidla měděný válec s výše zmíněnou rezonanční frekvencí 1,42GHz. Uvnitř komory dochází ke stimulované emisi a k zesílení záření. Část z tohoto záření je odvedena koaxiálním kabelem do koherentního přijímače za účelem signál zesílit (neboť signál je velmi slabý, řádově pW) a změnit jeho frekvenci (frekvence původního signálu je velmi stabilní, ale pevně daná přechody elektronu ve vodíku).
Vodíkové masery se dělí na aktivní a pasivní. Hlavní rozdíl spočívá v tom, že aktivní vodíkový maser kmitá sám o sobě, zatímco pasivní je třeba budit vnějším zářením o frekvenci 1,42 GHz. Aktivní masery vyžadují větší hustotu atomů vodíku v rezonanční dutině, jsou frekvenčně přesnější, ale náročnější na výrobu a tedy i dražší než masery pasivní.
Velkému vývoji se v současnosti těší tzv. Rydberg-masery, které namísto vodíkových atomů využívají vodíkupodobné atomy, tedy atomy obsahující jeden elektron. Kromě neutrálního vodíku jsou to kladné ionty, např. He+, Li++, Be+++. Zkoumá se, zda by nemohly být tyto masery použity k sestavení kvantových počítačů.

## Astrofyzikální masery
Astrofyzikální masery jsou přírodní (přirozené) masery vyskytující se ve vesmíru. Mikrovlnné záření příslušných vlastností vzniká v molekulárních oblacích, v okolí komet, v atmosférách planet a hvězd a obecně v mezihvězdném prostoru. Přestože chybí rezonátor, dochází v daném místě k zesilování stimulované emise, tzv. superzářivé emisi. Frekvence záření závisí na místě a mediu, kde ke stimulované emisi dochází. Například ve zbytcích supernovy reagujících s molekulárním oblakem září molekuly OH na frekvenci 1720 MHz, zatímco v jiných místech byla pozorována záření molekul OH na různých frekvencích od 1612 MHz do 13441 MHz. Molekuly vody mohou zářit např. na frekvencích 22 GHz nebo 96 GHz. Mezi další známé látky tvořící astrofyzikální masery patří metanol (CH3OH), formaldehyd (CH2O), oxid křemíku (SiO) či sulfid křemíku (SiS). Studiem astrofyzikálních maserů můžeme získat informace o podmínkách (jako je teplota, hustota, rychlost, magnetické pole) na různých zajímavých místech vesmíru zahrnujících i místa vzniku a zániku hvězd, jádra galaxií či černé díry.

## Názvosloví
Původně byl maser akronymem vzniklým ze slov Microwave Amplification by Stimulated Emission of Radiation. Později - po vynálezu laseru - navrhl sám C. H. Townes změnit tuto sadu slov na Molecular Amplification by Stimulated Emission of Radiation vyjadřující použití maseru nejen pro generaci a zesilování mikrovlnného záření, nýbrž i elektromagnetického záření jiných vlnových délek. Townes a jeho spolupracovníci nazývali zařízení využívající stimulované emise k zesílení záření z oblasti viditelného světla optickým maserem, ovšem obecně se ujal název laser, jenž zavedl jejich konkurent Gordon Gould. Ten navrhoval pro každou část spektra zavést zvláštní názvy zařízení emitujících dané záření: graser emitující gama záření, xaser pro rentgenové záření, uvaser pro ultrafialové záření, laser pro viditelné záření, iraser pro infračervené záření, maser pro mikrovlnné záření a raser pro radiofrekvenční záření.
Dnes se běžně používají pouze dva z těchto názvů, a to maser pro záření mikrovlnných a delších vlnových délek a laser pro oblast od infračerveného po rentgenové záření. Obdobné zařízení generující záření terahertzové frekvence se nazývá taser (vzniklo nahrazením slova „light“ (světlo) ve zkratce LASER a slova „microwave“ (mikrovlna) ve zkratce MASER, slovem „terahertz“.

## Historie
V roce 1952 Nikolaj Basov a Alexander Prochorov popisují princip maseru, zařízení fungujícího na základě stimulované emise. Nezávisle na nich sestavují následujícího roku Charles H. Townes a jeho studenti James P. Gordon a Herbert J. Zeiger první funkční maser (čpavkový). Basov s Prokhorovem následně vyřešili problém kontinuálního režimu maseru (předtím bylo možné používat maser pouze v pulsním režimu) použitím více než dvou energetických hladin, čímž dosáhli udržení inverzní populace po celou dobu chodu maseru. Roku 1956 sestavil Nicolaas Bloembergen vysoce účinný třístupňový krystalový maser schopný pracovat v kontinuálním režimu.
Roku 1958 publikovali Ch. Townes a Arthur L. Schawlow v časopise Physical Review článek, v němž navrhli konstrukci infračerveného a optického maseru (čili laseru). Ve stejném roce zkoumal Gordon Gould v rámci své doktorské práce excitované atomy thalia a navrhl vlastní koncept laseru a oficiálně je považován za jeho vynálezce, když po třiceti letech soudních sporů získal několik patentů týkajících se základní techniky laserů. Funkční laser poprvé předvedl Theodore Maiman roku 1960.
V roce 1960 sestavil Norman F. Ramsey vodíkový maser, jehož konstrukce je totožná s konstrukcemi dnes používaných vodíkových maserů.
V roce 1964 získali Ch. Townes, N. Basov a A. Prochorov Nobelovu cenu za výzkum v oblasti kvantové elektroniky.